# Casoar de Bennett
Casuarius bennetti
Espèce
Statut de conservation UICN

 LC  : Préoccupation mineure
Répartition géographique
Le Casoar de Bennett (Casuarius bennetti) est la plus petite des trois espèces de casoar de Nouvelle-Guinée.
Cet oiseau est répandu à travers les régions élevées de Nouvelle-Guinée ainsi qu'en Nouvelle-Bretagne.

## Sous-espèces
Selon la classification de référence du Congrès ornithologique international (version 15.1, 2025) cette espèce est constituée des deux sous-espèces suivantes :
- Casuarius bennetti westermanni Sclater, PL, 1874 — nord-ouest de la Nouvelle-Guinée ;
- Casuarius bennetti bennetti Gould, 1857 — reste de la Nouvelle-Guinée, île de Yapen et Nouvelle-Bretagne.